# Tunpisit Jampa
Tunpisit Jampa (thailändisch ธัญพิสิษฐ์ จำปา, * 13. September 2000) ist ein thailändischer Fußballspieler.

## Karriere
Tunpisit Jampa steht seit 2021 beim Kasetsart FC unter Vertrag. Der Verein aus der thailändischen Hauptstadt Bangkok spielte in der zweiten Liga des Landes, der Thai League 2. Sein Profidebüt gab er am 17. März 2021 im Heimspiel gegen den Uthai Thani FC. Hier wurde er in der 90.+2 Minute für Chutikom Klinjumpasri eingewechselt.